# Joyce Prado
Joyce Mariam Prado Ribera (Santa Cruz de la Sierra, Bolivia; 6 de junio de 1997) es una reina de belleza y modelo boliviana. Fue Miss Bolivia Universo 2018.
Joyce Prado nació el 6 de junio de 1997 en la ciudad de Santa Cruz de la Sierra, pero desde muy pequeña se trasladó a vivir a San Javier. Creció su infancia y adolescencia en una casa de adobe.

## Historia
Joyce Prado nació el 6 de junio de 1997 en la ciudad de Santa Cruz de la Sierra. Su mamá Silvia Adela Ribera, se la llevó a San Javier, en la provincia Ñuflo de Chaves, mientras la mamá trabajaba, una nana de nombre Ana Isabel Ortiz le dio de amamantar, la cobijó en su seno y le entregó todo su amor bajo un techo de motacú sostenido por la pared de adobe que, con el tiempo, se fue resquebrajando poco a poco. Allí la niña vio pasar las estaciones del año entre sus 7 meses y 2 años. 
Comenzó sus estudios escolares en 2003, saliendo bachiller el año 2014 en su ciudad natal. 
En 2013, con apenas 16 años de edad, Joyce ingresó a modelar en Promociones Gloria. Dos años después, se alzaba como srta. Litoral 2015. Esa vez no pudo conseguir la corona, pero se preparó otra vez y triunfó en el Miss Bolivia 2018. 

## Joyce Prado, entre las 'Pocahontas'
La Miss Bolivia 2018 sono en los foros internacionales especializados en certámenes de belleza por su parecido a la princesa de Disney ¨Pocahontas¨ en la edición 2018 del Miss Universo, se verá a una de las princesas de Disney reflejada en los looks de algunas candidatas se trata de la Pocahontas, que según el portal E! ha hecho ruido en las redes sociales y foros especializados en certámenes de belleza por el parecido de varias candidatas confirmadas con la princesa hija del jefe Powhatan, cuya historia fue popularizada por Disney en 1995. 
Piel morena, rasgos exóticos y una larga cabellera negra, cualidades que tienen las siguientes seis concursantes que aspiran a convertirse en la sucesora de Demi-Leigh Nel-Peters. Entre ellas está Joyce Prado (21), coronada el pasado sábado como Miss Bolivia Universo 2018.

## Concursos
El año 2015, participó en el Miss Santa Cruz 2015 de ese año, saliendo elegida como Señorita Litoral 2015.
El año 2018, fue elegida como la nueva Miss Bolivia 2018 en reemplazo de Gleisy Noguer.